# Schnapfenspitze
Schnapfenspitze är en bergstopp i Österrike. Den ligger i distriktet Landeck och förbundslandet Tyrolen, i den västra delen av landet. Toppen på Schnapfenspitze är 3 219 meter över havet. Schnapfenspitze ingår i Silvrettagruppen.
Den högsta punkten i närheten är Fluchthorn, 3 399 meter över havet, 2,4 km sydost om Schnapfenspitze.
Trakten runt Schnapfenspitze består i huvudsak av kala bergstoppar och isformationer.